# Јован Камбер
Јован Камбер (Рума, 1773 - Буковац, 1. октобар 1848) је био српски адвокат, градски капетан и градоначелник Новог Сада.

## Биографија
Потицао је из породице цинцарског порекла. Завршио је студије права и добио адвокатску диплому 1798. године. Потом се бавио адвокатуром у Новом Саду. Наредних година ради као вицефискал (заменик правног заступника) Сремске жупаније (1807), адвокат Спахилука у Турском Бечеју (данашњи Нови Бечеј), а 23. септембра 1816. постао је градски фискал (правобранилац) у Новом Саду. Брзо је напредовао у служби, па је 14. децембра 1818. изабран за градског сенатора.
У својству сенатора 16 година (1822-1838) обављао је дужност градског капетана (шефа полиције). Био је познат као човек преке нарави, па је због тога једном и суспендован, али је враћен у службу.
За градоначелника Новог Сада изабран је 24. марта 1840. и на функцији је остао до 25. маја 1848. године. Када је марта 1848. избила Буна Срби су под вођством Камбера формулисали 16 тачака, тражећи да нова мађарска револуционарна власт призна српску народност и језик. Депутација са Камбером на челу предала је захтеве Сабору у Пожуну. За време прве рестаурације власти током револуције 24. маја 1848. Камбер је пензионисан, а за новог градоначелника изабран је Петар Зако од Бајше.
Јован Камбер погинуо је у Буковцу у јесен 1848. године у инциденту који су изазвали становници тог места. Наоружани су дошли у Камберов виноград оптужујући га да је мађарон. Камбер није могао да трпи лажне оптужбе и потегао је за својом пушком. Потом су Буковчани отворили ватру и убили га.
Сахрањен је у Николајевској цркви, у породичној костурници пред главним улазом.
Са супругом Јулијаном имао је седморо деце (Стефана, Јакова, Павла, Ђорђа, Софију, Марију и Јелисавету).
Камберова кућа налазила се у Казанџијској улици (данас Јована Суботића 13), и дуго времена важила је за једну од најстаријих кућа у Новом Саду, док 2015. године није срушена.
Улица у новосадском насељу Ветерник носи његово име.